# Agniszwatta
Agniszwatta – w hinduizmie jedna z klas duchów powstających po śmierci człowieka. Agniszwatta jest duchem hinduisty, który podczas życia w ziemskiej inkarnacji nie przestrzegał reguł wymagających systematycznego podsycania ognia ofiarnego w swoim domu.